# Eddie Garcia
Eduardo Verchez Garcia, meglio noto con il nome d'arte di Eddie Garcia (Sorsogon, 2 maggio 1929 – Makati, 20 giugno 2019), è stato un attore e regista filippino.
Soprannominato Manoy, è considerato uno dei più grandi interpreti nella storia del cinema filippino.
Nel corso della sua carriera, protrattasi per settant'anni, lavorò con attori del calibro di Fernando Poe Jr., Gloria Romero, Leopoldo Salcedo, Mario O'Hara e Anita Linda e raggiunse la fama nazionale, nei primi anni settanta, grazie a ruoli da antagonista in film d'azione. Tra le sue celebri interpretazioni vi sono quelle in pellicole come Beast of the Yellow Night (1971), The Woman Hunt (1972), Magdusa Ka (1986), Deathrow (2000), The Debut (2001), Abakada... Ina (2001), Bwakaw (2012) e ML (2018). Attore versatile, seppe cimentarsi con successo anche in ruoli comici, drammatici e film a tematica LGBT. Attivo anche in televisione, nell'ultima parte della sua vita interpretò celebri sceneggiati televisivi come Little Nanay (2015–2016) e Ang Probinsyano (2016–2019).

## Biografia
Di origini ispanofilippine, nasce a Sorsogon City, figlio di Antonio García e Vicenta Verchez. Passa la sua adolescenza nella municipalità di Juban, per poi divenire membro dei Philippine Scouts al termine della seconda guerra mondiale. Nella seconda metà degli anni quaranta presta servizio attivo come poliziotto militare presso la città giapponese di Okinawa.

### La morte
L'8 giugno 2019, durante le riprese della serie televisiva Rosang Agimat di GMA Network, l'attore inciampa su uno dei cavi posti sul set nel corso di una scena d'inseguimento: caduto a faccia in avanti, riporta una frattura delle vertebre cervicali (diversamente da quanto riportato dalle prime versioni dell'accaduto che parlavano di un attacco cardiaco) e perde immediatamente conoscenza. L'incidente viene registrato in video da un cittadino anonimo e caricato sui social media, suscitando clamore e polemiche. Portato al Mary Johnston Hospital di Tondo senza aver ricevuto alcuna procedura di primo soccorso, Garcia è successivamente trasferito in terapia intensiva al Makati Medical Center dell'omonima città, dove muore il 20 giugno seguente dopo un coma di 12 giorni. Il corpo dell'attore, come da sua volontà, è subito cremato e l'urna con le sue ceneri esposta per i tre giorni successivi all'Heritage Memorial Park di Taguig. Numerosi sono i tributi e i messaggi di cordoglio da tutto il paese: la morte improvvisa di Garcia porta in seguito colleghi e politici a richiedere una maggiore attenzione in merito alla sicurezza sul lavoro degli attori.

## Filmografia

### Televisione
- Lovingly Yours (1987)
- GMA Telecine Specials (1993)
- GMA Mini Series (1995)
- Manoy & Mokong (1998)
- Kung Mawawala Ka (2002)
- Narito Ang Puso Ko (2003)
- Marinara (2004)
- Darna (2005)
- Majika (2006)
- Asian Treasures (2007)
- Joaquin Bordado (2008)
- Obra (2008)
- LaLola (2008-2009)
- Darna (2009)
- Totoy Bato (2009)
- Ang Probinsyano (2016-2019)

### Film
- Ang Panday (2017)
- Pagsabog ng Ganti (2013)
- Fuschia[1]
- Urduja (2008)
- Ate (2008)
- Till I Met You (2006)
- I Wanna Be Happy (2006)
- Gakseoltang (2006)
- Blue Moon (2006)
- Reyna: ang makulay na pakikipagsapalaran ng mga achucherva, achuchuva, achechenes (2006)
- Gakseoltang (2006)
- Tulay (2006)
- Wrinkles (2006)
- Terrorist Hunter (2005)
- Batuta ni Dracula (2005)
- Lisensyadong kamao (2005)
- Pinoy/Blonde (2005)
- Birhen ng Manaoag (2005)
- ICU Bed #7 (2005)
- Mano po III: My love (2004)
- Sa totoo lang! (2004)
- Chavit (2003)
- Asboobs: Asal bobo (2003)
- Masamang ugat (2003)
- Alab ng lahi (2003)
- Operation Balikatan (2003)
- Tomagan (2003)
- When Eagles Strike (2003)
- Mano po (2002)
- Bahid (2002)
- D'uragons never umuurong always sumusulong (2002)
- Bro... Kahit saan engkwentro (2002)
- Kapitan Ambo: Outside de kulambo (2001)
- Sanggano't sanggago (2001)
- Syota ng bayan (2001)
- Deathrow (2000)
- Anino (2000)
- Pantalon Maong (2000)
- The Debut (2000) ...
- Matalino man ang matsing na-iisahan din! (2000)
- Asin at paminta (1999)
- Tigasin (1999)
- Sambahin ang ngalan mo (1998)
- The Mariano Mison Story (1997) ..
- Nagmumurang kamatis (1997)
- Papunta ka pa lang, pabalik na ako (1997)
- Emong Salvacion (1997)
- Mauna ka susunod ako (1997)
- Padre Kalibre (1997)
- Wanted Dead or Alive: Arrest the King of Carnappers (1996)
- Duwelo (1996) (Regal Films)
- Bakit May Kahapon Pa? (1996)
- Moises Arcanghel: Sa guhit ng bala (1996)
- Melencio Magat: Dugo laban dugo (1995)
- Hukom bitay (1995)
- Alfredo Lim: Batas ng Maynila (1995)
- Ultimatum (1994)
- Mayor Cesar Climaco (1994)
- Salamat Sa Lotto (1994)
- Marami ka pang kakaining bigas (1994)
- Galvez: Hanggang sa dulo ng mundo hahanapin kita (1993)
- MAESTRO TORIBIO: Sentensyador (1993)
- Tatak ng Kriminal (1993)
- Doring Borobo (1993)
- Enteng Manok: Tari ng Quiapo (1992)
- Cordora: Lulutang Ka Sa Sarili Mong Dugo (1992)
- Andres Manambit (1992) (Viva Films)
- My Other Woman (1991)
- Magdaleno Orbos: Sa Kuko ng Mga Lawin (1991) (Harvest Films International)
- Alyas Ninong (1991) (Octoarts Films)
- Mayor latigo (1991)
- Hinukay ko na ang libingan mo (1991)
- Higit na matimbang ang dugo (1991)
- Boyong Manalac: Hoodlum Terminator (1991)
- Bakit kay tagal ng sandali? (1990)
- Sgt.Patalinghug (1990)
- HEPE: Isasabay Kita! (1990)
- Tangga and Chos: Beauty Secret Agents (1990)
- Naughty Boys (1990)
- Hindi ka na sisikatan ng araw (Kapag puno na ang salop part III) (1990)
- Baril Ko Ang Uusig! (1990)
- Ikasa mo, ipuputok ko (1990)
- Gumapang ka sa lusak (1990)
- Bala at Rosario (1990)
- Patigasan... ang laban (1990)
- Kung tapos na ang kailanman (1990)
- Trese (1990)
- Galit sa mundo (1989)
- Ako ang Batas:General Tomas Karingal (1989)
- Handa na ang hukay mo, Calida (1989)
- Hukom 45 (1989)
- Kung maibabalik ko lang (1989)
- Ako ang huhusga (Kapag puno na ang salop part II) (1989)
- Ang Pumatay ng dahil sa iyo (1989)
- Tatak ng isang api (1989)
- Kailan mahuhugasan ang kasalanan (1989)
- Bakit iisa lamang ang puso (1989)
- One two bato three four bapor (1989)
- My Pretty Baby (1989)
- Tupang itim (1989)
- Chinatown: Sa kuko ng dragon (1988)
- Sandakot na bala (1988)
- Sgt. Ernesto Boy Ibanez: Tirtir Gang (1988)
- Enteng, the Dragon (1988)
- Puso sa puso (1988)
- Afuang, Bounty Hunter (1988)
- Nasaan ka inay (1988)
- Ibulong mo sa Diyos (1988)
- Lord, bakit ako pa? (1988)
- Baleleng at ang ginto sirena (1988)
- Kapag puno na ang salop (1987)
- Lumuhod ka sa lupa! (1987)
- Ayokong tumungtong sa lupa (1987)
- Pinulot ka lang sa lupa (1987)
- Tenyente Ilalaban Kita Sa Batas (1987)
- Sgt Patalinhug: CIS Special Operations Group (1986)
- Payaso (1986)
- Muslim Magnum .357 (1986)
- Gabi na, kumander (1986)
- Yesterday, Today & Tomorrow (1986)
- Turuang apoy (1985)
- Order to Kill (1985)
- Manoy, Hindi ka na makakaisa (1985)
- Miguelito, ang batang rebelde (1985)
- Public Enemy #2 (1985)
- Ben Tumbling (1985)
- Erpat kong forgets (1985)
- Kapag baboy ang inutang (1985)
- Life Begins at 40 (1985)
- Pati ba pintig ng puso (1985)
- Alyas: Boy Life (1985)
- Tinik sa dibdib (1985)
- Mahilig (1984)
- Matukso kaya ang angel (1984)
- May daga sa labas ng lungga (1984)
- Kriminal (1984)
- Bigats (1984)
- Daang hari (1984)
- Malisya (1984)
- May lamok sa loob ng kulambo (1984)
- Sigaw ng katarungan (1984)
- Kung mahawi man ang ulap (1984)
- Minsan pa nating hagkan ang nakaraan (1984)
- Kunin mo ang ulo ni Magtanggol (1983)
- Palabra de honor (1983)
- A Time for Dying (1983)
- Paro-parung buking (1983)
- Iyo ang batas, akin ang katarungan (1983)
- Get My Son Dead or Alive (1982)
- P.S. I Love You (1981)
- Ulo ng gapo (1981)
- Cover Girls (1981)
- Alfredo Sebastian (1981)
- Dear Heart (1981)
- Ang Babaeng Hinugot Sa Aking Tadyang (1981)
- Uhaw na dagat (1981)
- Anak sa una, kasal sa ina (1981)
- Aguila (1980)
- Tanikala (1980)
- Si Malakas, si Maganda, at si mahinhin (1980)
- Totoy boogie (1980)
- Palaban (1980)
- Gobernador (1980)
- Ang Alamat ni Julian Makabayan (1979)
- Anak ng Maton (1979)
- Aliw-iw (1979)
- Sino si Boy Urbina (1979)
- Maynila, 1970 (1979)
- Sa ngalan ng anak (1978)
- Walang katapusang tag-araw (1977)
- Maligno (1977)
- Masikip, maluwang... paraisong parisukat (1977)
- Sudden Death (1977)
- Ganito kami noon, paano kayo ngayon (1976)
- Savage Sisters (1974)
- Tinimbang ka ngunit kulang (1974)
- Black Mamba (1974)
- Bamboo Gods and Iron Men (1974)
- The Woman Hunt (1973)
- Beyond Atlantis (1973)
- Dragnet (1973)
- Karateka Boxer (1973)
- The Twilight People (1973)
- Super Gee (1973)
- Nueva Viscaya (1973)
- Ang Mahiwagang daigdig ni Pedro Penduko (1973)
- Nueva Ecija (1973)
- Black Mama, White Mama (1972)
- Vibora, El (1972)
- Beast of Blood (1971)
- Pagdating sa dulo (1971)
- Karugtong ng kahapon (1971)
- Tubog sa ginto (1971)
- Stardoom (1971)
- Daluyong! (1971)
- The Beast of the Yellow Night (1971)
- Maruja (1969)
- Patria adorada (1969)
- Infiltrators (1969)
- The Crimebuster (1968)
- Kailanma'y di ka mag-iisa (1968)
- Dambana ng kagitingan (1968)
- De colores (1968)
- Diegong Daga (1968)
- Abdul Tapang (1968)
- The Blackbelter (1968)
- Deadly Jacks (1968)
- Killer Patrol (1968)
- Triple (1968)
- Baril at rosario (1968)
- Leon Guerrero laban sa 7 kilabot (1968)
- Igorota (1968)
- Kaibigan kong Sto. Niño (1967)
- Deadly Seven (1967)
- Ito ang Pilipino (1966)
- Ibulong mo sa hangin (1966)
- Kumander Judo (1964)
- Haliging bato (1963)
- Balisong 29 (1963)
- Apat ang anak ni David (1963)
- Kaming mga talyada (1962)
- Diegong Tabak (1962)
- Halik sa lupa (1961)
- Ito ba ang aking ina (1961)
- Dalawang kalbaryo ni Dr. Mendez (1961)
- Lupa sa lupa (1960)
- Gumuhong bantayog (1960)
- Tatlong Magdalena (1960)
- Amy, Susie, Tessie (1960)
- Kaming makasalanan (1960)
- Tanikalang apoy (1959)
- Kamandag (1959)
- Handsome (1959)
- Condenado (1958)
- Ulilang angel (1958)
- Silveria (1958)
- Anino ni Bathala (1958)
- Taga sa bato (1957)
- Busabos (1957)
- Sino ang maysala (1957)
- Gabi at araw (1957)
- Mga Ligaw na bulaklak (1957)
- Dino Barbaro (1956)
- Gilda (1956)
- Contravida (1955)
- Tatay na si Bondying (1955)
- Waldas (1955)
- Iyong-iyo (1955)
- Kurdapya (1955)
- Despatsadora (1955)
- Anak ng espada (1954)
- Menor de edad (1954)
- Aristokrata (1954)
- Sa isang sulyap mo Tita (1953)
- Diwani (1953)
- Reyna bandida (1953)
- El Indio (1953)
- Recuerdo (1953)
- Huling patak ng dugo (1950)
- Kilabot sa Makiling (1950)
- Siete infantes de lara (1950)
- Kahit ang mundo'y magunaw (1949)

### Regista
- Crisis (2005)
- Abakada ina (2001)
- Hinukay ko na ang libingan mo (1991)
- Imortal (1989)
- Kung kasalanan man (1989)
- Huwag mong itanong kung bakit? (1987)
- Kung aagawin mo ang lahat sa akin (1987)
- Saan nagtatago ang pag-ibig (1987)
- Magdusa ka (1986)
- Kailan sasabihing mahal kita (1985)
- Palimos ng pag-ibig (1985)
- Friends in Love (1983)
- Forgive and Forget (1982)
- Cross My Heart (1982)
- Sinasamba kita (1982)
- P.S. I Love You (1981)
- Atsay (1978)
- Pinagbuklod ng langit (1969)
- Blackmail (1966)
- Deadline Agosto 13 (1966)
- Sabotage (1966)
- G-2: Taga-usig ng kaaway (1965)
- Kalaban ng sindikato (1965)
- Historia de un amor (1963)